# Makuuchi
Makuuchi (幕内) ou makunouchi (幕の内) est le nom de la première division dans le système de classement des lutteurs de sumo. Elle est la division immédiatement supérieure à la division jūryō. « Makuuchi » signifie littéralement « à l'intérieur du rideau », en référence à l'époque où les lutteurs de cette division avaient un lieu pour se préparer avant leur combat.

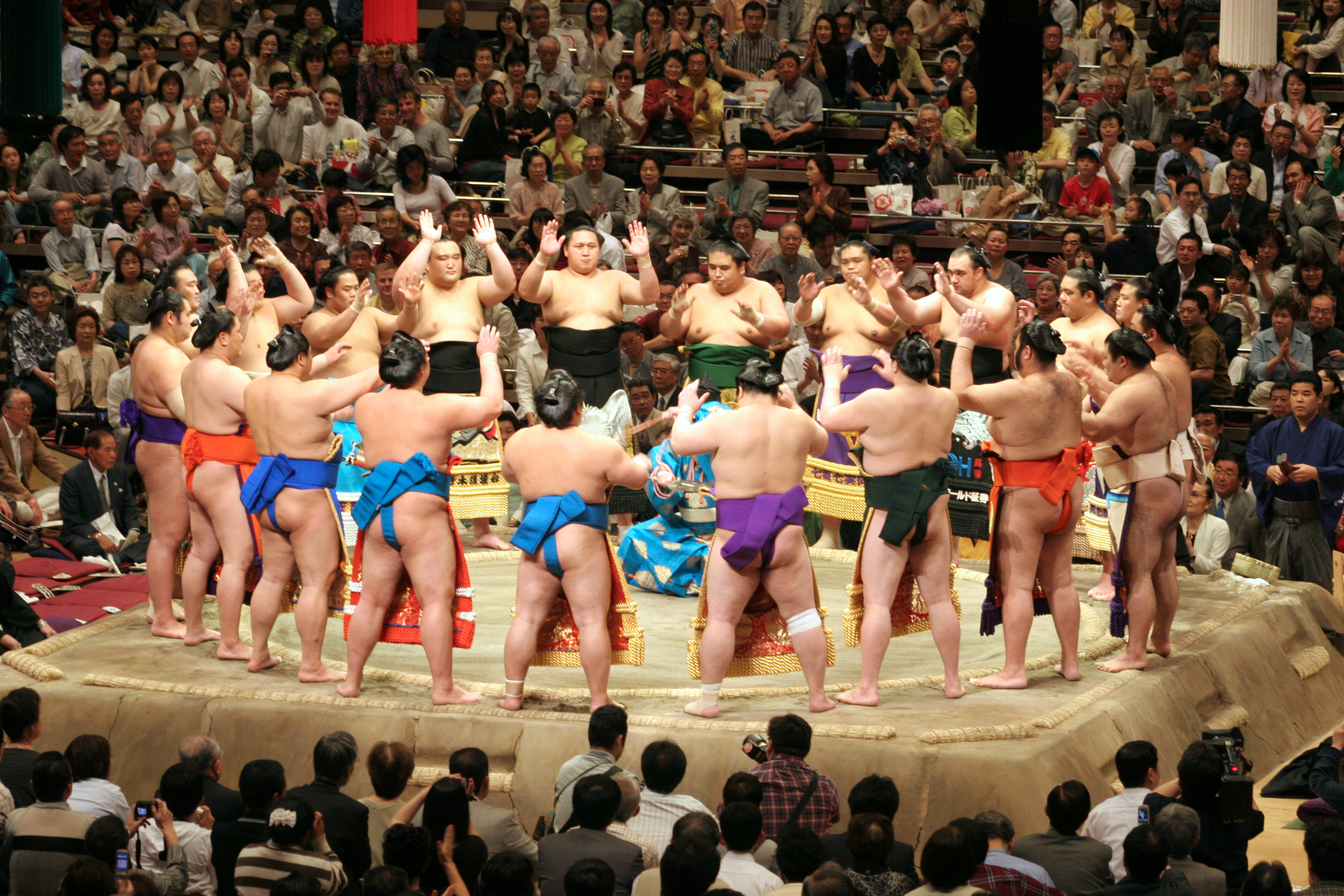
Image d'un début de tournoi en division makuuchi à Tokyo.

La division makuuchi comprend 42 lutteurs. Au sommet de cette division sont les catégories de champions, appelés san'yaku, qui regroupent yokozuna, ōzeki, sekiwake (au moins deux lutteurs) et komusubi (au moins deux). Il y a généralement entre huit et douze lutteurs san'yaku.
Les autres lutteurs de la division sont appelés maegashira et sont classés numériquement, le rang 1 étant le plus important. En plus de cela, les lutteurs sont classés tantôt à l'Est (higashi), tantôt à l'Ouest (nishi) du banzuke (le classement). Selon la tradition du sumo, un maegashira Est est mieux classé que le maegashira Ouest portant le même numéro de rang.
Les lutteurs makuuchi, comme ceux de la seconde division, la jūryō, reçoivent un salaire mensuel pour le fait d'être un sekitori (un membre des deux premières divisions).